# Skočová - pískovna
Skočová - pískovna este o arie protejată (arie specială de conservare — SAC, sit de importanță comunitară — SCI) din Republica Cehă întinsă pe o suprafață de 3,14 ha, integral pe uscat.

## Localizare
Centrul sitului Skočová - pískovna este situat la coordonatele 49°58′36″N 13°51′10″E / 49.976667°N 13.852778°E.

## Înființare
Situl Skočová - pískovna a fost declarat sit de importanță comunitară în aprilie 2005 pentru a proteja 1 specie de animale. Situl a fost protejat și ca arie specială de conservare în iulie 2012.

## Biodiversitate
Situată în ecoregiunea continentală, aria protejată nu include niciun habitat protejat.
La baza desemnării sitului se află o specie protejată de  amfibieni: izvoraș-cu-burta-galbenă (Bombina variegata).